# Cenochlora quieta
Cenochlora quieta är en fjärilsart som beskrevs av Lucas 1892. Cenochlora quieta ingår i släktet Cenochlora och familjen mätare. Inga underarter finns listade i Catalogue of Life.